# Raddon-et-Chapendu
Raddon-et-Chapendu è un comune francese di 937 abitanti situato nel dipartimento dell'Alta Saona nella regione della Borgogna-Franca Contea.

## Società

### Evoluzione demografica
Abitanti censiti